# The Bourne Identity (película de 1988)
The Bourne Identity (en español: La identidad de Bourne o Conspiración terrorista: El Caso Bourne) es una miniserie de 1988 dirigida por Roger Young y protagonizada por Richard Chamberlain y Jaclyn Smith. Está basada en un libro de Robert Ludlum de 1980 llamado El caso Bourne.

## Argumento
Durante una tormenta, un hombre es arrojado a una playa francesa, donde es curado de sus heridas por un médico retirado. Una vez curado, el hombre no recuerda nada de su pasado. Sin embargo, bajo su piel el médico ha encontrado una cápsula con un número de cuenta de un banco suizo. 
Por allí empieza a buscar su identidad teniendo recuerdos horribles vagos sobre una mujer y un niño muerto. Una vez en Suiza, descubre en Zúrich que tiene una cuenta de 15 millones de dólares y se llama Jason Bourne, el cual tenía intención de ir a París. Sin embargo también descubre, que está siendo perseguido con el propósito de ser asesinado. Tendrá que defenderse y resulta que sabe luchar muy bien, incluso con las armas. 
Para salvarse Bourne tiene que utilizar a una mujer llamada Marie St. Jacques como rehén. También descubre que todo tiene que ver con un terrorista muy peligroso llamado Carlos, que tiene una red muy peligrosa y poderosa por todo el mundo y que ha asesinado a innumerables personas, por lo que es buscado por una unidad dirigida por David Abbot. También descubre que una organización llamada Treadstone también tiene que ver con el asunto.
Cuando Marie puede huir, ella lleva a los asesinos a él sin darse cuenta pensando que son policías. Por ello, una vez habiendo utilizado a ella, la intentan asesinar, pero Bourne pudo salvarse de ser matado y salvarla. Entonces, sabiendo que ambos están en peligro de muerte, Marie empieza a ayudarlo intentando resolver el misterio de su identidad con él buscando para ello en París. También se enamoran por el camino.  
Descubren que Treadstone es una unidad de la CIA y que Bourne había sido contratado por Treadstone para atraer a Carlos a una trampa imitando para ello sus actos para que se pusiese nervioso e hiciese un fallo para luego poder matarlo, el cual envió por ello a sus agentes para matarlo por temor a que quisiese matarlo y sustituirlo. También descubren a través de David Abbot, que también trabajaba para Treadstone, justo antes de ser asesinado por Carlos y que resultaba ser también un pariente suyo que lo crio, cuando su padre murió, que no es Bourne sino David Webb y que lo había matado para sustituirlo por su falta de freno en matar durante su misión.  
Finalmente descubren que Carlos ya antes intentó matarlo por lo que estaba haciendo y que ese intento de asesinato le causó la amnesia que ahora tiene. Ahora Carlos quiere matarlo indirectamente matando para ello a agentes de Treadstone en una emboscada orquestada por él y hacerlo parecer como si hubiese sido él. 
Mientrastanto descubre a través de lo averiguado de la red de Carlos que Carlos tiene una amante y que es la mujer de un general francés, François Villiers. Cuando lo revelan al general, él la mata. Entonces Webb se encarga que Carlos se entere y piense que ha sido él para sacarlo de su escondite y acabar con él de una vez por todas.
Como previsto, Carlos intenta entonces matarlo personalmente en su dolor por la muerte de su amante. Viéndolo cara a cara antes de su intento, Webb lo reconoce como el hombre que mató a su mujer y su hijo, las dos personas en sus recuerdos horribles y vagos y que ese acontecimiento fue la razón para que se pusiese a disposición para acabar con Carlos con la ayuda de Abbot que le instruyó al respecto. 
En el posterior combate a muerte, Webb consigue matar a Carlos. Marie, que continuó ayudándole en todo, puede convencer a Treadstone que Bourne es inocente informándoles de todo lo que ocurre, cosa que se puede confirmar con la muerte de Carlos, y finalmente Webb puede dejar la pesadilla en la que estuvo atrás y empezar una nueva vida con Marie con planes de ser lo que una vez fue antes de todo lo ocurrido, un profesor.

## Reparto
| Actor               | Personaje                 |
| ------------------- | ------------------------- |
| Richard Chamberlain | Jason Bourne / David Webb |
| Jaclyn Smith        | Marie St. Jacques         |
| Anthony Quayle      | General François Villiers |
| Donald Moffat       | David Abbott              |
| Yorgo Voyagis       | Carlos                    |
| Peter Vaughan       | Fritz Koenig              |
| Denholm Elliott     | Dr. Geoffrey Washburn     |
| Michael Habeck      | El hombre gordo           |
| Wolf Kahler         | Gafas de oro              |
| Philip Madoc        | D'Armacourt               |

## Producción
Se puso bajo disposición de esta miniserie un gran presupuesto. Fue remontada en formato largometraje para España antes de ser estrenado.

## Recepción
En el presente la miniserie ha sido valorada por el portal de información de Internet IMDb. Con un total de 4.517 votos registrados al respecto, la miniserie obtiene una media ponderada de 6,8 sobre 10.